# Diarmait mac Énnai Mac Murchada
Diarmait mac Énnai meic Murchada (tué en 1117) est un souverain du début du XIIe siècle qui règne sur le
royaume  Leinster et celui de Dublin de 1115 à 1117.

## Contexte
Diarmait est le fils du rigdama Énna mac Murchada (mort en 1068), lui-même fils puîné de Murchad mac Diarmata, il appartient à la lignée des Uí Cheinnselaigh

## Royauté et mort
En 1115, son oncle Donnchad mac Murchada et Conchobar Ua Conchobair Failge co-rois de Leinster, mettent à profit l’affaiblissement du pouvoir du roi Muirchertach Ua Briain Uí Briain souverain du royaume de Munster qui contrôlait Dublin depuis une quarantaine d'années pour lancer une attaque contre le royaume de Dublin. Les hommes de Dublin, sous le commandement de   Domnall Gerrlámhach Uí Briain repoussent cette entreprise, et tuent Donnchad et Conchobar,.
Le royaume de Leinster revient alors à Diarmait qui peu après réussit à s'emparer de Dublin où il meurt en 1117 Après sa disparition, Domnall Gerrlámhach reprend le royaume de Dublin; pendant que Énna mac Donnchada Mac Murchada, Uí Chennselaig le cousin germain de Diarmait, est désigné comme roi de Leinster.

## Sources
- (en) S Duffy, « Irishmen and Islesmen in the Kingdoms of Dublin and Man, 1052–1171 », Académie royale d'Irlande, vol. 43,‎ 1992, p. 93–133 (JSTOR 30007421)
- (en) E O'Byrne, « MacMurrough », dans S. Duffy, Medieval Ireland: An Encyclopedia, New York, Routledge, 2005, 302–303 p. (ISBN 0-415-94052-4)